# Bardon Art
Bardon Art va ser una agència de còmics fundada pel dibuixant català Jordi Macabich i l'anglès Barry Cooker, l'any 1957, aquesta agència tenia una part a Barcelona i una altra a Londres, el nom ve d'agafar les tres primeres lletres de Barcelona, Bar i les tres últimes de London, Don així surt Bardon, aquesta agència va permetre que molts dibuixants autòctons poguessin dibuixar pel mercat de còmic infantil anglès de la mà de l'editorial Fleetway Publications. L'any 2010 després de 53 anys d'activitat va tancar les portes.

## Història
Les col·laboracions de Bardon Art amb les capçaleres angleses varen començar el 1960, els dibuixants no podien firmar els seus treballs, de la mateixa manera que no ho podien fer els dibuixants anglesos. L'exigència de qualitat en el dibuix, era molt alta però molt ben pagada, algun dels dibuixants que varen treballar per aquesta editorial i que estaven molt relacionats amb l'editorial Bruguera foren, Joan Rafart i Roldán (Raf), Gustavo Martínez Gómez (Martz Schmidt), Jordi Ginés i Soteras (Gin), Àngel Nadal i Quirch i Jordi Pineda Bono.
Bardon Art, enviava les pàgines de còmic dels dibuixants que treballaven per l'agència a Anglaterra i al seu torn comercialitzava a l'estat espanyol els còmics de l'editorial Amalgamated.

## Artistes representats
Van treballar per l'agència Antoni Bancells Pujadas, José Luis Beltrán, Luis Bermejo, Jaime González, Joaquín Blázquez, Joan Boix, Daniel Branca, Alberto Breccia, Jordi Bernet, Enrique Cerdan, Francisco Cueto, César Ferioli, Emilio Frejo, Albert Garcia, Andrés Klacik, Rafael López Espí, Jaime Mainou, Bruno Marraffa, Esteban Maroto, Josep Martí, Joan Martí, José Mascaro, Angel Nadal, Nin, Jordi Pineda, Francisco Rodríguez Peinado, Rojas, Ales Salas, Leopoldo Sánchez Ortiz, Tino Santanach, Santiago Scalabroni, Trini Tinturé, Francisco Torá, Juan Torres Pérez, Adolfo Usero, Vicar, Xuasus, Noiquet (pseudònim de Joan Beltrán Bofill).